# Srbofobija
Srbofobija ili antisrpsko osjećanje je izraz kojim se opisuje mržnja prema Srbima kod pojedinca ili skupine ljudi.

## Uporaba u povijesti
Srbija se u povijesnim dokumentima na latinskom jeziku od bizantskog razdoblja do 19. stoljeća pisala kao Servia, a Srbi kao Servs ili Servians, što se povezivalo s latinskom rječju servius, što znači sluga. Aleksandar Fjodorovič Giljferding, u svojoj knjizi „O srodstvu slavenskih jezika sa sanskrtskim“ (1853.), korijen riječi Srbin vadi iz sanskrtske riječi savara, a ona znači nizak, podao, hrđav, nevaljal, grešan, crn čovjek.